# Liu Hao (cyclisme)
Pour les articles homonymes, voir Liu Hao et Liu.
Dans ce nom chinois, le nom de famille, Liu, précède le nom personnel.
Liu Hao, né le 7 novembre 1988, est un coureur cycliste chinois. Durant sa carrière, il participe à des compétitions sur route et sur piste.

## Biographie
Liu Hao naît le 7 novembre 1988 en Chine.
Il est membre depuis 2009 de l'équipe MAX Success Sports, qui devient en 2014 Giant-Champion System.

## Palmarès sur route

### Par années
- 2011[1]
  - Jihaolin Cup
- 2013
  - 3e étape du Tour de Corée
- 2020
  - 2e du championnat de Chine du contre-la-montre

### Classements mondiaux
| Année         | 2013 |
| ------------- | ---- |
| UCI Asia Tour | 242e |

## Palmarès sur piste

### Jeux olympiques
- Rio 2016
  - 8e de la poursuite par équipes

### Championnats du monde
- Melbourne 2012
  - 11e de l'omnium
- Minsk 2013
  - Disqualifié lors de l'omnium
- Saint-Quentin-en-Yvelines 2015
  - 14e de l'omnium
  - 15e de la poursuite par équipes
- Londres 2016
  - 10e de la poursuite par équipes

### Championnats d'Asie
- Nakhon Ratchasima 2015
  -  Champion d'Asie de poursuite par équipes (avec Liu Wei, Qin Chenlu et Shen Pingan)
- Izu 2016
  -  Champion d'Asie de poursuite par équipes (avec Fan Yang, Qin Chenlu, Shen Pingan et Xue Chaohua)
  -  Médaillé de bronze de l'omnium

### Jeux asiatiques
- Incheon 2014
  -  Médaillé d'or de la poursuite par équipes (avec Shi Tao, Yuan Zhong et Qin Chenlu)

### Championnats nationaux
- 2015
  -  Champion de Chine de l'omnium